# Cime di Val Loga
Die Cime di Val Loga ist ein 3004 m ü. M. hoher Berg der Tambogruppe. Er befindet sich auf der italienisch-schweizerischen Grenze zwischen Mesocco und Madesimo.